# 卡馬爾坎達烏帕齊拉
卡馬爾坎達是孟加拉國的一個烏帕齊拉，位於拉傑沙希專區的錫拉傑甘傑縣。

## 人口
卡馬爾坎達烏帕齊拉共有戶數19181戶。據1991年孟加拉國人口普查，該地共有人口105997人，其中男性佔比51.81%，女性48.19%；成年人口51649人。該地7歲以上人口之平均識字率為26.2%，低於全國平均值（32.4%）。